# ماهی‌خورک نوارنیلی
 ماهی‌خورک نوارنیلی (نام علمی: Alcedo cyanopectus) نام یک گونه از تیره ماهی‌خورک‌های رودخانه‌ای است.